# Willem Hendrik Keesom
Willem Hendrik Keesom, physicien néerlandais (né le 21 juin 1876 à l'île de Texel, et mort le 3 mars 1956 à Leyde) est un spécialiste des cryotempératures.
Titulaire d'un doctorat de l'Université d'Amsterdam en 1904, il a atteint en 1932 la température de 0,71 K. Il réussit à solidifier l'hélium et signala l'existence de deux variétés d'hélium liquide, dont l'une est superfluide.

## Honneur
L'astéroïde (9686) Keesom porte son nom.